# Spherillo monolinus
Spherillo monolinus är en kräftdjursart som beskrevs av James Dwight Dana 1853. Spherillo monolinus ingår i släktet Spherillo och familjen Armadillidae. Inga underarter finns listade i Catalogue of Life.